# سرنوشت (فیلم ۲۰۰۱)
«سرنوشت» (ترکی استانبولی: Yazgı) یک فیلم است که در سال ۲۰۰۱ منتشر شد. از بازیگران آن می‌توان به انگین گونایدین اشاره کرد.